# Červenica pri Sabinove
Červenica pri Sabinove (Hongaars: Vörösalma) is een Slowaakse gemeente in de regio Prešov, en maakt deel uit van het district Sabinov.
Červenica pri Sabinove telt 825 inwoners.